# Neuraeschna costalis
Neuraeschna costalis är en trollsländeart som först beskrevs av Hermann Burmeister 1839.  Neuraeschna costalis ingår i släktet Neuraeschna och familjen mosaiktrollsländor. Inga underarter finns listade i Catalogue of Life.